# Il sepolto vivo
Il sepolto vivo (titolo originale: Ripley Under Ground) è un romanzo del 1970 di Patricia Highsmith, che appartiene al genere del thriller psicologico; si tratta del secondo libro del ciclo che ha come protagonista Tom Ripley.

## Trama
Sei anni dopo gli eventi narrati in Il talento di mister Ripley, Tom Ripley, ormai trentenne, vive una vita agiata, grazie alla rendita ereditata da Dickie Greenleaf e ad occasionali collaborazioni con un contrabbandiere internazionale (Reeves Minot), abitando in una grande villa, “Belle Ombre”, nella campagna francese. Vive in compagnia della moglie francese, Héloïse Plisson, che però in quel periodo è in vacanza in Grecia.
Segretamente dalla moglie egli è socio occulto di una casa d'arte londinese, la “Derwatt Ltd.”, proprietaria di una galleria, la “Buckmaster”, che produce e commercializza falsi quadri di un misterioso pittore, Philip Derwatt, conosciuto semplicemente come Derwatt. In realtà Derwatt è morto suicida alcuni anni prima, proprio quando iniziava ad essere conosciuto e quotato sui mercati artistici, ma la notizia è stata tenuta nascosta, su suggerimento di Ripley, dai due proprietari della galleria, Ed Banbury e Jeff Constant, i quali utilizzando un bravo pittore, Bernard Tufts, hanno continuato a produrre falsi quadri di Derwatt, facendo credere che egli vivesse, in volontario esilio e sotto falso nome, in un paesino del Messico. Il fascino del pittore misterioso e la bravura di Bernard hanno fatto sì che le quotazioni di Derwatt crescessero e l'azienda prosperasse. Tutto andrebbe a gonfie vele, non fosse che Bernard Tufts, che adorava Derwatt come un idolo, è afflitto dal senso di colpa per averne falsificato l'opera. La situazione si complica quando un collezionista americano, Thomas Murchison, comunica loro i dubbi (esatti) sul fatto che un quadro di Derwatt, in suo possesso, sia un falso e che intende farlo visionare da un perito, e perciò intende recarsi a Londra.
Preoccupato che tutto il castello di menzogne creato, coi guadagni connessi, possa crollare, Ripley decide di utilizzare il suo talento nell'assumere altre personalità, andando a Londra ed impersonando Derwatt, che per una volta avrebbe deciso di abbandonare il suo isolamento, incontrare Murchison per convincerlo che il suo quadro è originale. Ripley/Derwatt non riesce a convincere Murchison, tantopiù che quest'ultimo viene avvicinato da Bernard che, con fare misterioso, gli consiglia di non acquistare altri Derwatt, quindi Ripley, ripresi I suoi panni, riesce ad invitare Murchison a Belle Ombre per fargli vedere i suoi Derwatt, e per cercare di distoglierlo dal rivelare i suoi dubbi al perito della Tate Gallery ed alla polizia.
A Belle Ombre, Murchison può osservare I due Derwatt di proprietà di Ripley, ipotizzando (correttamente) che almeno uno dei due sia falso. Rendendosi conto che nulla potrebbe far cambiare idea all'americano, Ripley gioca l'ultima carta, rivelando l'intera truffa a Murchison, e chiedendogli di non rivelare nulla, avendo pietà soprattutto di Bernard le cui condizioni psichiche sono al limite. Ovviamente Murchison rifiuta, al che Ripley lo uccide, come al solito senza porsi problemi di ordine morale. Seppellisce il corpo in un boschetto nei pressi della villa e l'indomani, quando Murchison avrebbe dovuto ripartire per Londra, porta i bagagli ed il quadro all'Aeroporto di Parigi Orly, abbandonandoli nella zona delle Partenze.
Nonostante Ripley gradirebbe restare solo per poter decidere che fare, riceve la visita di Chris Greenleaf, cugino di Dickie,  che, passeggiando nei dintorni della casa scopre la recente sepoltura, senza comprendere esattamente di cosa si tratti. Ripley si rende conto che se la polizia indagherà, come probabile, sulla scomparsa dell'americano non ci metterà molto a ritrovarne il corpo, decide quindi di spostarlo. Ma non si tratta di un'operazione così semplice riuscire a farlo senza farsi accorgere, da Chris o dai domestici. Per somma sventura alla villa arriva, inaspettato, anche Bernard in preda ad una crisi depressiva, che lo spinge a voler confessare tutta la truffa alla polizia e con chiari istinti suicidi, anche perché è stato lasciato da una ragazza. Ripley confessa a Bernard l'assassinio di Murchison, lo convince a non andare alla polizia ed aiutarlo a spostare il corpo, gettandolo in un fiume a qualche chilometro di distanza, dopo averlo zavorrato con pietre.
La polizia francese in contatto coll'ispettore Webster di Scotland Yard, inizia le indagini sulla sparizione di Murchison, ispezionando anche Belle Ombre ed I paraggi.  A complicare la faccenda per Ripley, Héloïse ritorna senza preavviso dalla vacanza greca e scopre con terrore che in cantina c'è un uomo impiccato. In realtà si tratta di un fantoccio, abbigliato con gli abiti di Bernard (nel frattempo scomparso), che ha approntato la macabre messinscena per significare la fine della sua precedente vita di falsario. A conferma di ciò Ripley scopre un biglietto in cui il pittore annuncia la decisione di confessare tutto alla polizia, per liberarsi del peso che porta dentro da troppo tempo. Qualche giorno dopo, senza spiegazioni, Bernard ricompare a Belle Ombre, Héloïse prova per lui un totale disgusto e ripugnanza e chiede insistentemente al marito di allontanarlo da loro.  Ripley cerca di convincere Bernard a desistere dal progetto della confessione, ma quest'ultimo, in un'alternanza di stati d'animo contrastanti, tenta diverse volte di ucciderlo, accusandolo di essere l'inventore della colossale truffa. L'ultima volta, Bernard tramortisce Ripley e lo sotterra nella fossa scavata per Murchison. Ripley riesce però a tirarsi fuori, un po' malconcio, dalla fossa, cercando di tenere nascosto il fatto in modo che Bernard pensi che lui sia morto.
Poiché nel frattempo, in Inghilterra, vista la scomparsa di Derwatt la polizia sta incalzando I soci della galleria d'arte, col rischio di scoprire le falsificazioni, Ripley organizza il suo ritorno a Londra sotto le mentite spoglie del pittore, per incontrare l'ispettore Webster e la signora Murchison.
Ritornato a Belle Ombre, Ripley si rende conto che la scomparsa di Bernard possa significare che ora stia realmente contemplando l'ipotesi del suicidio. Sentendosi responsabile decide di ritrovarlo, dapprima sull'isola greca dove Derwatt è realmente morto, quindi a Parigi ed infine a Salisburgo, ed in questa città infine riesce a ritrovarlo, ma Bernard si spaventa ancora di più, pensando che Ripley sia un fantasma. Sconvolto, fugge fino ad un burrone che sovrasta il fiume e qui si lancia nel vuoto, uccidendosi. Solo Ripley ha assistito al gesto, quindi, elabora rapidamente un piano per utilizzare questa morte come soluzione di tutti i problemi. Portato il cadavere in una grotta vicina, provvede ad una sommaria cremazione, seppellendo poi i resti.
Tornato a casa riesce a convincere la polizia che sia Derwatt che Bernard si siano suicidati a Salisburgo. Coi due pittori scomparsi, le accuse di falsificazione d'arte non potranno mai essere provate e l'esistenza della Derwatt Ltd non è più in pericolo.
Il romanzo termina con Ripley a letto con Héloïse, che ha preferito ignorare cosa abbia realmente fatto il marito, e quale sia la provenienza dei suoi denari. Lo squillo del telefono getta Ripley nel panico, facendogli pensare si tratti della polizia che vuole indagare meglio sul fatto che così tante persone di sua conoscenza trovino una morte poco chiara. In realtà si tratta dei soci londinesi, ottimisti sul future della società, ma Ripley sa che ormai ogni trillo di telefono potrebbe essere l'annuncio per lui della fine.
Il tema dell'insicurezza e del dubbio lega il finale di questo romanzo con il primo. Mentre in quel caso era il pensiero che la semplice vista di un poliziotto l'avrebbe fatto temere che stesse venendo ad arrestarlo, così ora il suono del telefono per Ripley sarà la minaccia di essere stato scoperto.

## Adattamenti
- Il romanzo è stato sceneggiato per il cinema nel 2005: Il ritorno di Mr. Ripley (Ripley Under Ground), regia di Roger Spottiswoode, con Barry Pepper nella parte di Ripley, Willem Dafoe in quella di Murchison, Alan Cumming nel socio di Ripley e Tom Wilkinson nei panni dell'ispettore Webster.

- Nel film L'amico americano, del 1977 che si basava sostanzialmente sulla trama del terzo romanzo del ciclo, L'amico americano (Ripley's Game), vi erano però diversi elementi tratti da  Ripley Under Ground.[1]

- Nel 2009 la radio inglese BBC ha adattato l'intero ciclo dei romanzi con Ripley come protagonista che era interpretato da, Ian Hart.[2]